# 양중은
양중은(1994년 2월 15일 ~)은 대한민국의 가수, 유튜버다.

## 방송
- 너의 목소리가 보여 3 (2016) - 아이오아이 편 1라운드 탈락
- 쇼! 오디오자키 (2019) - 전주 편 우승
- 팬텀싱어 4 (2023) - Top74

## 음반
- Oak Cherry Wine (Remix) (2021)

## 공연
- 2022 재즈 페스타_Fall in Jazz 〈Convert to JAZZ with 양중은〉 (2022)

## 기타
- 영릴빅 <떡상> (2021) - 피처링
- 해든 <Dimension> (2021) - 피처링, 작사, 작곡
- 티키틱 <Send Me Home> (2023) - 피처링